# Пратт, Джон
Джон Уинзор Пратт (англ. John Winsor Pratt; 11 сентября 1931, Бостон, Массачусетс, США) — американский математик, экономист, статистик. Почетный профессор в области бизнес управления Гарвардского университета имени Уильяма Зиглера. Автор теоремы Пратта, соавтор теории неприятия риска.

## Биография
В молодости Джон Пратт получил престижное образование в Принстонском и Стэнфордском университетах по специальности математика и статистика. Всю свою профессиональную карьеру Д. Пратт посвятил преподаванию в Гарвардском университете, за исключением двух лет в Чикагском университете, а также пребывания по стипендии Гуггенхайма в Киото.
В 1962 году был избран членом Американской Статистической Ассоциации, а с 1965—1970 гг. являлся редактором ее журнала.
Является членом пяти профессиональных сообществ и в свое время возглавлял комитеты Национальной Академии Наук по мониторингу окружающей среды, методологии переписи, а также статистики.
Одно из его значимых исследований было посвящено неприятию риска, стимулам к разделению риска, а также к природе и открытию стохастических законов статистических отношений, которые описывают последствия принятия решений. В частности, вместе с Кеннетом Эрроу внесли значимый вклад в теорию неприятия риска, предложив меру неприятия риска.
Является соавтором книги «Введение в статистическую теорию решений», опубликованной в 1995 году.

## Научное творчество
В арсенале научных работ Д. Пратта состоит: 93 работы в 233 изданиях на 3 языках и 3467 библиотечных фондах.

### Введение в теорию статистических решений
Данная работа является Байесовской революцией в статистике, где статистика интегрируется с принятием решений в таких областях, как менеджмент, государственная политика, инженерия и клиническая медицина. В этой книге рассматриваются подходы, актуальные для принятия реальных решений в условиях неопределённости.

### Понятия непараметрической теории
В этой книге исследуются как непараметрические, так и общие статистические идеи путем разработки непараметрических процедур в простых ситуациях. Основная цель — дать читателю полное интуитивное понимание концепции, лежащих в основе непараметрических процедур и полное понимание их свойств и их характеристик. Отличается от большинства сборников по статистике тем, что в нее включены серьёзные и методолгические дискуссии. Особое внимание уделяется обсуждению сильных и слабых сторон различных статистических методов и подходов. Формат «теорема-доказательство» избегается, как правило свойства скорее «демонстрируются», чем «доказываются».

### Мера Эрроу-Пратта
Абсолютная мера Эрроу-Пратта равна производной логарифма предельной полезности по объему потребления с обратным знаком.
{\displaystyle r_{a}(x)=-{\frac {U''(x)}{U'(x)}}=-{d\ln MU(x) \over dx}}
Относительной мерой неприятия риска Эрроу-Пратта является эластичность предельной полезности по объему потребления (с обратным знаком)
{\displaystyle r_{a}(x)=xr_{a}(x)=-x{\frac {U''(x)}{U'(x)}}}
Мера Эрроу-Пратта инварианта относительно линейных преобразований и постоянна для линейных и экспоненциальных функций полезности.

### Теорема Пратта
Теорема Пратта утверждает эквивалентность следующих трёх способов ранжирования неприятия риска.
Рассмотрим двух потребителей, предпочтения которых характеризуются дважды непрерывно дифференцируемыми элементарными функциями полезности {\displaystyle U_{1}(.)} и {\displaystyle U_{2}(.)}, такими что {\displaystyle U'_{i}(x)>0} и {\displaystyle U''_{i}(x)\leq 0} {\displaystyle \forall x,i=1,2}.
Следующие три условия эквивалентны:
(i) {\displaystyle r_{1}(x)\geq r_{2}(x)\forall x}, где {\displaystyle r_{i}(.)}— мера неприятия риска Эрроу—Пратта, соответствующая {\displaystyle U_{i}(.)}.
(ii) Существует вогнутая возрастающая функция {\displaystyle G(.)} такая, что {\displaystyle U_{1}(x)=G(U_{2}(x))\forall x}.
(iii) Для всех случайных переменных {\displaystyle {\tilde {x}}} с ненулевой дисперсией ({\displaystyle Var({\tilde {x}})\neq 0}) выполнено {\displaystyle \bigtriangleup x_{1}({\tilde {x}})\geq \bigtriangleup x_{2}({\tilde {x}})}.
В теореме предполагается дважды непрерывная дифференцируемость функций полезности со стандартными условиями положительности первой производной (предельной полезности) и неположительности второй (невозрастание предельной полезности, то есть вогнутость или выпуклость вверх функций полезности).

## Книги
- Пратт, Джон У., Ховард Райффа и Роберт Шлайфер. Введение в статистическую теорию принятия решений. MIT Press, 2008.
- Пратт, Джон У., Ховард Райффа и Роберт Шлайфер. Введение в статистическую теорию принятия решений. MIT Press, 1995.
- Пратт, Джон В. и Ричард Зекхаузер, ред. Руководители и агенты: структура бизнеса. Harvard Business School Press, 1991.

## Статьи в научных журналах
- Пратт, Джон В. «Справедливое (и не очень) разделение». Журнал риска и неопределенности, вып. 3 (декабрь 2007 г.).
- Пратт, Джон В. «Сколько функций баланса нужно, чтобы определить функцию полезности?» Журнал риска и неопределенности (сентябрь 2005 г.): 109—127. (Статья в честь 90-летия Пола Самуэльсона.)
- Пратт, Джон У. «Эффективное разделение рисков: последний рубеж». Наука управления, (декабрь 2000 г.): 1545—1553. (Японская версия, переведенная Фумико Сео, в Моделирование и принятие решений в неоднозначных средах , Фумико Сео и Такао Фукути, ред., 2002 (Kyoto U. Press).)
- Пратт, Джон В. и Роберт Шлайфер. «Новая интерпретация статистики F». Американский статистик (май 1998 г.): 141—143. Посмотреть детали
- Пратт, Джон В. и Марк Дж. Машина. «Возрастающий риск: некоторые прямые конструкции». Журнал риска и неопределенности (1997): 103—127.
- Пратт, Джон В. и Ричард Зекхаузер. «Готовность платить и распределение риска и богатства». Журнал политической экономии (август 1996 г.): 747—763.
- Колберг, Илон и Джон В. Пратт. «Подход сжимающего отображения к теории Перрона-Фробениуса: почему метрика Гильберта?» Математика исследования операций, (1982): 198—210.
- Хаммонд, Джон С. и Джон В. Пратт. «Оценка и сравнение проектов: простое обнаружение ложных тревог». Журнал финансов (декабрь 1979 г.): 1231—1242.
- Пратт, Джон В. «Некоторые игнорируемые аксиомы в справедливом разделении». (pdf) Рабочий документ Гарвардской школы бизнеса, № 08-094, май 2008 г.
- Хиллас, Джон, Илон Колберг и Джон В. Пратт. «Коррелированное равновесие и равновесие по Нэшу как оценка игры наблюдателем. (Pdf)» Рабочий документ Гарвардской школы бизнеса, № 08-005, июль 2007 г.

## Кейсы и учебные материалы
- Пратт, Джон У. «Рубикон Резин Ко.» Дело Гарвардской школы бизнеса 171—330, январь 1971 г. (отредактировано в марте 1992 г.)